# Arise O Compatriots, Nigeria's Call Obey
Arise O Compatriots, Nigeria's Call Obey är Nigerias nationalsång sedan 1978.